# برايس ماك
برايس ماك (بالإنجليزية: Brice Mack)‏ هو مصمم الخلفية ‏ ومخرج أمريكي، ولد في 2 يونيو 1917 في مانيلا في الفلبين، وتوفي في 2 يناير 2008 في هوليوود في الولايات المتحدة.

## وصلات خارجية
- برايس ماك على موقع IMDb (الإنجليزية)
- برايس ماك على موقع أول موفي (الإنجليزية)
- برايس ماك على موقع قاعدة بيانات الأفلام السويدية (السويدية)
- برايس ماك على موقع قاعدة بيانات الفيلم (الإنجليزية)
- برايس ماك على موقع كينوبويسك (الروسية)